# (2705) Wu
(2705) Wu es un asteroide que forma parte del cinturón de asteroides y fue descubierto por Carolyn Jean S. Shoemaker el 9 de octubre de 1980 desde el observatorio del Monte Palomar, Estados Unidos.

## Designación y nombre
Wu recibió inicialmente la designación de 1980 TD4.
Más tarde, en 1983, se nombró en honor del astrónomo estadounidense Sherman Wu.

## Características orbitales
Wu está situado a una distancia media del Sol de 2,19 ua, pudiendo alejarse hasta 2,541 ua y acercarse hasta 1,839 ua. Su inclinación orbital es 4,526 grados y la excentricidad 0,1603. Emplea 1183 días en completar una órbita alrededor del Sol.

## Características físicas
La magnitud absoluta de Wu es 13,2 y el periodo de rotación de 150,5 horas.